# Plectopsebium sibutense
Plectopsebium sibutense är en skalbaggsart som beskrevs av Boppe 1914. Plectopsebium sibutense ingår i släktet Plectopsebium och familjen långhorningar. Inga underarter finns listade i Catalogue of Life.